# Associazione Calcio Reggiana 1919
Ne pas confondre avec le Reggina 1914, un autre club de football.
Maillots
Actualités
L'Associazione Calcio Reggiana 1919, plus connu sous le nom d'AC Reggiana 1919 ou Reggiana, est un club italien de football  basé à Reggio d'Émilie.
L'Associazione Calcio Reggiana est fondée en 1919 puis refondée en juillet 2005 sous le nom Associazione Calcio Reggiana 1919. Le club reprend son nom originel lors de la saison 2005-2006 jusqu'en 2017-2018. Après deux saisons disputée sous l’appellation Reggio Audace Football Club, le club revient à Associazione Calcio Reggiana 1919.

## Palmarès
- Championnat d'Italie de Serie B :
  - Champion : 1993

## Changements de nom
- 1919-2005 : Associazione Calcio Reggiana
- 2005 : Reggio Emilia Football Club
- 2005-2018 : Associazione Calcio Reggiana 1919
- 2018-2020 : Reggio Audace Football Club
- 2020- : Associazione Calcio Reggiana 1919

## Joueurs et personnalités du club

### Anciens entraîneurs
- Edmondo Fabbri[1]
- Carlo Ancelotti 1995-1996
- Mircea Lucescu 1996-1997

## Anecdotes
- Dans la série d'animation Olive et Tom, Mark Landers est transféré au Reggiana en provenance de la Juventus.